# NGC 840
NGC 840 é uma galáxia espiral barrada (SBb) localizada na direcção da constelação de Cetus. Possui uma declinação de +07° 50' 45" e uma ascensão recta de 2 horas, 10 minutos e 16,1 segundos.
A galáxia NGC 840 foi descoberta em 2 de Setembro de 1864 por Albert Marth.